# Ейнтрі (траса)
Ейнтрі (англ. Aintree Motor Racing Circuit) — автодром протяжністю 4,828 км (3 милі), що розташований у селі Ейнтрі, Мерсісайд, Англія. Траса розташована в межах іподрому Ейнтрі і використовує ті самі трибуни, що й іподром. Траса була побудована у 1954 році як «Гудвуд Півночі», тому ці два місця мають багато спільного.

## Історія
Ідея поєднання кінних і автомобільних перегонів не була унікальною, але все ж відносно незвичною, коли вона вперше була задумана в Ейнтрі в 1950-х роках. Маючи фінансові проблеми з окупністю траси для кінних перегонів National Hunt, яка приймала лише декілька подій на рік, власниця Ейнтрі Мірабель Топгем прийшла до ідеї побудувати трасу для автомобілів невдовзі після візиту в Гудвуд.
Представники Ейнтрі переконали CSI (попередницю сьогоднішньої FIA) у тому, що нова траса стане гарним місцем для Гран-прі Великої Британії. Хоча траса була такою ж рівною, як Сільверстоун, і могла похвалитися лише важкою промисловістю Ліверпуля на фоні, особливістю Ейнтрі були її об'єкти інфраструктури. Оскільки іподром був місцем проведення найбільших кінних перегонів у Великій Британії, трибуни та зручності для глядачів були унікальними та звикли приймати величезні натовпи. Цього було достатньо, щоб змусити офіційних представників CSI звернути увагу на нову трасу.
Здебільшого рівна траса мала довжину рівно в три милі й була побудована лише за три місяці, відкрившись у травні 1954 року. Створення траси на місці іподрому обійшлось в 100 000 фунтів стерлінгів. Спочатку напрямок траси був проти годинникової стрілки, але на початку сезону 1955 року напрямок було змінено. Того року на Ейнтрі вперше було проведено Гран-прі Великої Британії, а Стірлінг Мосс увійшов в історію, ставши першим британським гонщиком, який виграв домашню гонку. До цього дня Мосс не знає, чи перемога була зароблена за заслуги чи «подарунок» від товариша по команді «Мерседес» Хуана-Мануеля Фанхіо чи за наказом боса команди Альфреда Нойбауера.
Траса Ейнтрі також стала місцем ще однієї історичної події під час Гран-прі Великої Британії 1957 року, коли Мосс і Тоні Брукс перемогли за Vanwall, що стало першою перемогою для британських пілотів за кермом британського автомобіля. Подальші Гран-прі проводилися в 1959, 1961 та 1962 роках, причому траса завжди користувалася популярністю серед глядачів, оскільки з трибун відкривався безперешкодний вид на всю трасу.
В 1964 році Гран-прі Великої Британії було переміщено на південь до Брендс-Гетча. Постійне зростання швидкості, відсутність місця для зон вильоту та інші проблеми з безпекою означало, що кінець траси в Формулі-1 був, ймовірно, неминучим.
Траса використовувалась не тільки для перегонів Гран-прі.  Місцевими гонщиками та офіційними представниками траси з самого початку відкриття було створено Aintree Circuit Club (ACC) для проведення тестових заїздів щовівторка увечері на Клубному кільці. Ці події були повністю організовані та базувалися в колишньому будинку для пілотів Королівських повітряних сил, який став Клубним будинком. ACC продовжуватиме відповідати за технічне обслуговування та управління Клубним кільцем до 1999 року. Під їхнім наглядом піт-лейн був розроблений, а по периметру траси були встановлені загородження Armco.
Повна траса для Гран-прі використовувалась ще один рік у 1964 році, перш ніж Мірабель Топгем оголосила, що Ейнтрі буде продано для реконструкції. Ейнтрі було продано Walton Group, що належала забудовнику Вільяму Девісу в 1973 році, але дозвіл на планування так і не було надано для житла. Автомобільні перегони тривали на Клубному кільці до 1970-х років, хоча масштаби проведених подій неминуче ставали все меншими. Останній масштабний захід відбувся в 1975 році, коли  Ґуннар Нільссон на боліді Формули-3 March-Toyota виграв Трофей Блейкфорда.
Після невиплати іпотечних кредитів у 1976 році управління курсом було передано букмекерській конторі Ladbrokes на щорічній основі до 1983 року. ACC мав чудові робочі стосунки з новим керівництвом і отримав повну автономію в управлінні трасою. У 1977 році Річард Пікок (член клубу) відкрив Школу автогонщиків Ейнтрі, яка працювала щовівторка під егідою Клубу, а у вівторок ввечері члени проводили тести.
Влітку 1982 року об'єкт знову виставили на продаж, що в кінцевому підсумку призвело до припинення автоперегонів. Хоча час від часу траплялися випадки з автомобілями, що завдавали шкоди іподрому. Неприємний випадок стався під час одного з тестових вечорів у вівторок, коли за п’ять хвилин до закриття траси автомобіль вилетів і застряг на повороті Бегерс. ACC погодився тимчасово призупинити перегони та тестування, хоча школа гонщиків продовжила працювати. Мотоперегони все ще були дозволені, і Aintree Motorcycle Racing Club продовжував проводити свої події на трасі.
У 1984 році ACC відновився, організувавши своє перше ралі Single Venue Tarmac на трасі Ейнтрі, що проводилось до 1990 року. У 1985 році вони також повернули спринтерські перегони на Ейнтрі, і до 1991 року клуб проводив два раунди Британського чемпіонату зі спринтерських перегонів – єдиний клуб, який це робить. У 1987 році також були введені суботні трекові дні.
Економічна депресія середини 1990-х призвела до скасування всіх подій, а також до закриття школи гонщиків. У 1997 році ACC оголосив про плани великої події, яка мала проходити на повній трасі довжиною 3 милі, щоб відсвяткувати 40-ту річницю історичного Гран-прі Великої Британії 1957 року. На жаль, захід довелося скасувати через труднощі з адміністрацією іподрому.
Члени ACC перейшли в Liverpool Motor Club, який до того моменту мав лише одного платного члена, і взяли на себе проведення спринтів і трекових днів. Проте, як тільки ACC погасив свої борги, він відновився, успішно організувавши Фестиваль автоспорту на Ейнтрі в 2004 році, щоб відсвяткувати 50-ту річницю траси. Це привернуло участь понад 250 історичних гоночних автомобілів загальною вартістю понад 100 мільйонів фунтів стерлінгів, доповнених двома святковими вечерями, організованими сером Стірлінгом Моссом, Тоні Бруксом і Роєм Сальвадорі. Подію відвідало понад 20 000 шанувальників гонок.
ACC продовжує просувати та підтримувати спадщину траси. Існує також великий інтерес виробників до презентацій автомобілів, зйомок та інших подій, пов’язаних з автомобілями, і ACC регулярно співпрацює з телевізійними каналами, щоб сприяти створенню телевізійних програм і візитів.

## Рекорди кола
Офіційні рекорди найшвидшого кола перегонів на трасі Ейнтрі виглядають так:
| Категорія                             | Час                                   | Гонщик                                | Транспорт                             | Подія                                 |
| Кільце Гран-прі: 4.828 км (1954–1964) | Кільце Гран-прі: 4.828 км (1954–1964) | Кільце Гран-прі: 4.828 км (1954–1964) | Кільце Гран-прі: 4.828 км (1954–1964) | Кільце Гран-прі: 4.828 км (1954–1964) |
| ------------------------------------- | ------------------------------------- | ------------------------------------- | ------------------------------------- | ------------------------------------- |
| Формула-1                             | 1:51.800                              | Джим Кларк                            | Lotus 25                              | 1963 200 миль Ейнтрі                  |
| Формула-2                             | 2:04.400                              | Тоні Брукс                            | Cooper T43                            | 1958 200 миль Ейнтрі BARC             |